# Feijenoord in het seizoen 1956/57
Het seizoen 1956/1957 was het derde jaar in het bestaan van de Rotterdamse betaaldvoetbalclub Feijenoord. De club kwam uit in de Eredivisie en eindigde daarin op de zesde plaats. Tevens deed de club mee aan het toernooi om de KNVB Beker, hierin werd in de finale verloren van Fortuna '54 (2–4).

## Wedstrijdstatistieken

### Eredivisie
|       | Ajax  | Amsterdam | BVV   | DOS   | Eindhoven | Elinkwijk | Sportclub Enschede | Fortuna '54 | GVAV  | MVV   | NAC   | NOAD  | PSV   | Rapid JC | Sparta | VVV   | Willem II |
| ----- | ----- | --------- | ----- | ----- | --------- | --------- | ------------------ | ----------- | ----- | ----- | ----- | ----- | ----- | -------- | ------ | ----- | --------- |
| Thuis | 7 – 3 | 2 – 2     | 5 – 1 | 5 – 1 | 4 – 0     | 3 – 1     | 2 – 2              | 4 – 0       | 2 – 1 | 2 – 2 | 2 – 2 | 5 – 2 | 2 – 0 | 2 – 3    | 0 – 3  | 3 – 0 | 2 – 1     |
| Uit   | 1 – 0 | 2 – 1     | 0 – 5 | 4 – 0 | 0 – 1     | 5 – 1     | 2 – 3              | 3 – 2       | 4 – 2 | 0 – 0 | 1 – 1 | 0 – 0 | 3 – 1 | 4 – 1    | 0 – 4  | 2 – 2 | 3 – 3     |

### KNVB Beker
| 1e ronde                                               | Feijenoord                                                                                          | 9 – 3 (4 – 3) | De Musschen                                                           |
| 25 augustus 1956 Plaats: Rotterdam Stadion Feijenoord  | Cor van der Gijp –', –' Piet Steenbergen Aad Bak Daan den Bleijker –', –' Henk Schouten –', –', –'  |               | Ab de Kok Theo Lauwers Gerrit Dijkstra                                |
| 2e ronde                                               | Feijenoord                                                                                          | 7 – 2 (4 – 0) | ONA                                                                   |
| 16 september 1956 Plaats: Rotterdam Stadion Feijenoord | Aad Bak –', 48' Wim de Kreek Coen Moulijn Daan den Bleijker Henk Schouten –', –'                    |               | –', –' Nico Koster                                                    |
| 3e ronde                                               | D.F.C.                                                                                              | 2 – 6 (1 – 2) | Feijenoord                                                            |
| 26 december 1956 Plaats: Dordrecht Krommedijk          | Bas Joossen 45' Hans de Vos                                                                         |               | 39', 60', 62', 75' Toon Meerman 40' Coen Moulijn 53' Cor van der Gijp |
| 4e ronde                                               | Hermes DVS                                                                                          | 2 – 2 (1 – 1) | Feijenoord                                                            |
| 3 maart 1957 Plaats: Schiedam Damlaan                  | Wim van Zuijlekom 45' Cock van der Tuijn 70' (pen.)                                                 |               | 43' (pen.) Gerard Kerkum 68' Henk Schouten                            |
| 4e ronde (replay)                                      | Feijenoord                                                                                          | 5 – 1 (2 – 1) | Hermes DVS                                                            |
| 10 april 1957 Plaats: Rotterdam Stadion Feijenoord     | Cor van der Gijp 15' Toon Meerman 32', 67', 87' Henk Schouten 52'                                   |               | 11' Wim van Zuijlekom                                                 |
| Kwartfinale                                            | VVV                                                                                                 | 1 – 6 (1 – 2) | Feijenoord                                                            |
| 8 mei 1957 Plaats: Venlo De Kraal                      | Hay Lamberts 12'                                                                                    |               | 2', 58' Cor van der Gijp 38', 50', 55', 56' Toon Meerman              |
| Halve finale                                           | Feijenoord                                                                                          | 8 – 1 (5 – 1) | HVC                                                                   |
| 10 juni 1957 Plaats: Rotterdam Stadion Feijenoord      | Toon Meerman 14', 15', 22', 30', 75' (pen.) Cor van der Gijp 40' Henk Schouten 50' Coen Moulijn 80' |               | 20' Wout Heinen                                                       |
| Finale                                                 | Fortuna '54                                                                                         | 4 – 2 (1 – 2) | Feijenoord                                                            |
| 16 juni 1957 Plaats: Rotterdam Stadion Feijenoord      | Bram Appel 14', 79', 80' Henk Angenent 75'                                                          |               | 3' Henk Schouten 44' Toon Meerman                                     |

## Statistieken Feijenoord 1956/1957

### Eindstand Feijenoord in de Nederlandse Eredivisie 1956 / 1957
| Stand | Gespeeld | Gewonnen | Gelijk | Verloren | Punten | Doelpunten voor | Doelpunten tegen |
| ----- | -------- | -------- | ------ | -------- | ------ | --------------- | ---------------- |
| 6e    | 34       | 15       | 9      | 10       | 39     | 79              | 58               |

### Topscorers
| #                 | Naam              | Goal |
| ----------------- | ----------------- | ---- |
| 1.                | Cor van der Gijp  | 32   |
| 2.                | Toon Meerman      | 14   |
| 3.                | Henk Schouten     | 9    |
| 4.                | Gerard Kerkum     | 6    |
| 5.                | Daan den Bleijker | 5    |
| 5.                | Coen Moulijn      | 5    |
| 7.                | Aad Bak           | 2    |
| 7.                | Tinus Osterholt   | 2    |
| 7.                | Piet Steenbergen  | 2    |
| 10.               | Gidi Jacobs       | 1    |
| Onbekend doelpunt |                   |      |
| –                 | Onbekend          | 1    |
| Totaal            | Totaal            | 79   |

| #      | Naam              | Goal |
| ------ | ----------------- | ---- |
| 1.     | Toon Meerman      | 17   |
| 2.     | Henk Schouten     | 9    |
| 3.     | Cor van der Gijp  | 7    |
| 4.     | Aad Bak           | 3    |
| 4.     | Daan den Bleijker | 3    |
| 4.     | Coen Moulijn      | 3    |
| 7.     | Gerard Kerkum     | 1    |
| 7.     | Wim de Kreek      | 1    |
| 7.     | Piet Steenbergen  | 1    |
| Totaal | Totaal            | 45   |

## Voetnoten
Ajax ·
Amsterdam ·
BVV ·
DOS ·
Eindhoven ·
Elinkwijk ·
Sportclub Enschede ·
Feijenoord ·
Fortuna '54 ·
GVAV ·
MVV ·
NAC ·
NOAD ·
PSV ·
Rapid JC ·
Sparta ·
VVV ·
Willem II